# Union Sportive Carcassonnaise XV
La Union Sportive Carcassonnaise XV és un club de rugbi a 15 francès situat a Carcassona que juga a la categoria Fédérale 1.

## Palmarès
- Subcampió de França 1925
- Campió de França Segona Divisió : 1975
- Campió de França Tercera Divisió : 1966
- Campió de França Honor (4t div) : 1951

## Finals de l'US Carcassonne

### Campionat de França
| Data de la final  | Vencedor         | Finalista      | Resultat | Lloc de la final   | Espectadors |
| 3 de maig de 1925 | USAP de Perpinyà | US Carcassonne | 5-0 1    | Maraussan, Narbona | 20.000      |

¹ Una primera final havia estat jugada el 26 d'abril de 1925 a l'Stade des Ponts Jumeaux de Tolosa que havia acabat en 0-0.

## Jugadors emblemàtics
- Lavaud (2 cops seleccionats el 1914)
- Antoine Blain (1 cop seleccionat el 1934)
- Jules Cadenat
- Albert Domec (1 - 1929 contra el País de Gal·les; subcampió el 1925)
- Firmin Raynaud (1 - 1933)
- Jean Sébédio
- Guy Vassal (2 - 1938)
- Romuald Laouvéa
- Jean-Loup Raynaud
- Cédric Desbrosse
- Daniel Bustaffa